# 伊斯蘭格來三世
伊斯蘭·格來三世(1604-1654)，在1644年至1654在位的克里米亞汗國可汗。
1648年，他與扎波羅熱哥薩克首領博格丹·赫梅利尼茨基聯手反抗波蘭立陶宛。在1654年後他倒戈與波蘭反對俄羅斯，隨即死亡。根據傳說，他是被他的哥薩克妾侍暗殺。